# Roman Beranek
Roman Beranek (ur. 27 marca 1882 w Chrobrzu niedaleko Pińczowa , zm. 28 października 1960 w Warszawie) – polski geograf i nauczyciel.

## Życiorys
Był synem Józefa, księgowego w majątku hrabiego Wielopolskiego w Chrobrzu i Marii z Machajewskich, która prowadziła stancję dla uczniów gimnazjum w Pińczowie. Ukończył gimnazjum w Pińczowie. W latach 1901–1904 studiował na Wydziale Matematyczno-Przyrodniczym Uniwersytetu Warszawskiego, a od 1905 na Wydziale Przyrodniczym Uniwersytetu w Odessie, który ukończył w 1907. W latach 1907–1914 pracował jako nauczyciel w prywatnych szkołach handlowych. W 1914 został powołany do służby w armii rosyjskiej, do kraju wrócił w 1918 i do 1921 zajmował stanowisko inspektora szkolnego powiatu warszawskiego i m. st. Warszawy. W latach 1922–1937 był nauczycielem geografii w Państwowym Gimnazjum im. Stefana Batorego i Gimnazjum im. Joachima Lelewela w Warszawie. W latach 1937–1939 pełnił obowiązki wizytatora ministerialnego w zarządzie centralnym Ministerstwa Wyznań Religijnych i Oświecenia Publicznego.
W czasie wojny zaangażował się w organizację tajnego nauczania na terenie Warszawy, m.in. uczył w polskiej szkole Anny Goldmanówny (1942–1944).
Po wojnie powierzono mu reaktywowanie Państwowego Gimnazjum i Liceum im. Stefana Batorego w Warszawie, którego był dyrektorem w latach 1945–1952. Jednocześnie był przewodniczącym komisji weryfikacyjnej uprawniającej do studiowania bez egzaminu dojrzałości. Po odejściu z Batorego był dyrektorem Liceum Ogólnokształcącego nr 9 dla pracujących aż do przejścia na emeryturę w 1959. 
Zmarł 28 października 1960. Został pochowany na Powązkach Wojskowych (kwatera B-14-11).
Jego bratem był Jan Beranek.

## Ordery i odznaczenia
- Krzyż Oficerski Orderu Odrodzenia Polski (1958)[6]